# Fédération générale du travail de Belgique
 (décembre 2023).
Si vous disposez d'ouvrages ou d'articles de référence ou si vous connaissez des sites web de qualité traitant du thème abordé ici, merci de compléter l'article en donnant les références utiles à sa vérifiabilité et en les liant à la section « Notes et références ».
La Fédération générale du travail de Belgique (FGTB) (en néerlandais : Algemeen Belgisch Vakverbond, ABVV) de tendance socialiste, est par son nombre d’adhérents (plus d’un million cinq cent mille), la deuxième fédération syndicale belge. 
La FGTB est membre de la Confédération syndicale internationale (CSI).

## Historique
Au XIXe siècle, face aux difficultés de survie et aux conditions de travail pénibles et dangereuses, les travailleurs commencent à s’organiser, tout d’abord par la création de caisses d’entraide pour le soutien aux malades, chômeurs et accidentés du travail.
Ils se sont ensuite unis en organisations syndicales, par ateliers, entreprises, métiers et secteurs d’activité.  Parallèlement l’Europe voit naître le mouvement socialiste. 
À la suite de la fondation en 1885 du Parti ouvrier belge (POB), est créée en 1898 la Commission syndicale chargée de la coordination des activités syndicales au sein du pilier socialiste. La croissance rapide du mouvement syndical au cours des premières décennies du XXe siècle conduira à la création en 1937 de la Confédération Générale du Travail de Belgique (CGTB), qui prendra le 1ᵉʳ mai 1945 sa dénomination actuelle après sa fusion avec d'autres organisations syndicales de gauche (notamment des syndicats communistes et anarcho-syndicalistes nés dans la Résistance).

La FGTB s'est particulièrement démarquée lors de la grève générale de l'hiver 1960-1961, époque où André Renard fut à sa tête.
Lors de la pandémie de Covid-19, le syndicat FGTB défend la généralisation du télétravail, une garantie de salaire à hauteur de 75 % du brut et surtout un «  moratoire sur les licenciements dans les secteurs fortement soutenus par les fonds publics ».

## Les centrales
Chaque affilié est membre d'une section régionale ou d'entreprise qui désigne ses représentants auprès du comité régional et/ou de la centrale professionnelle régionale concernée.

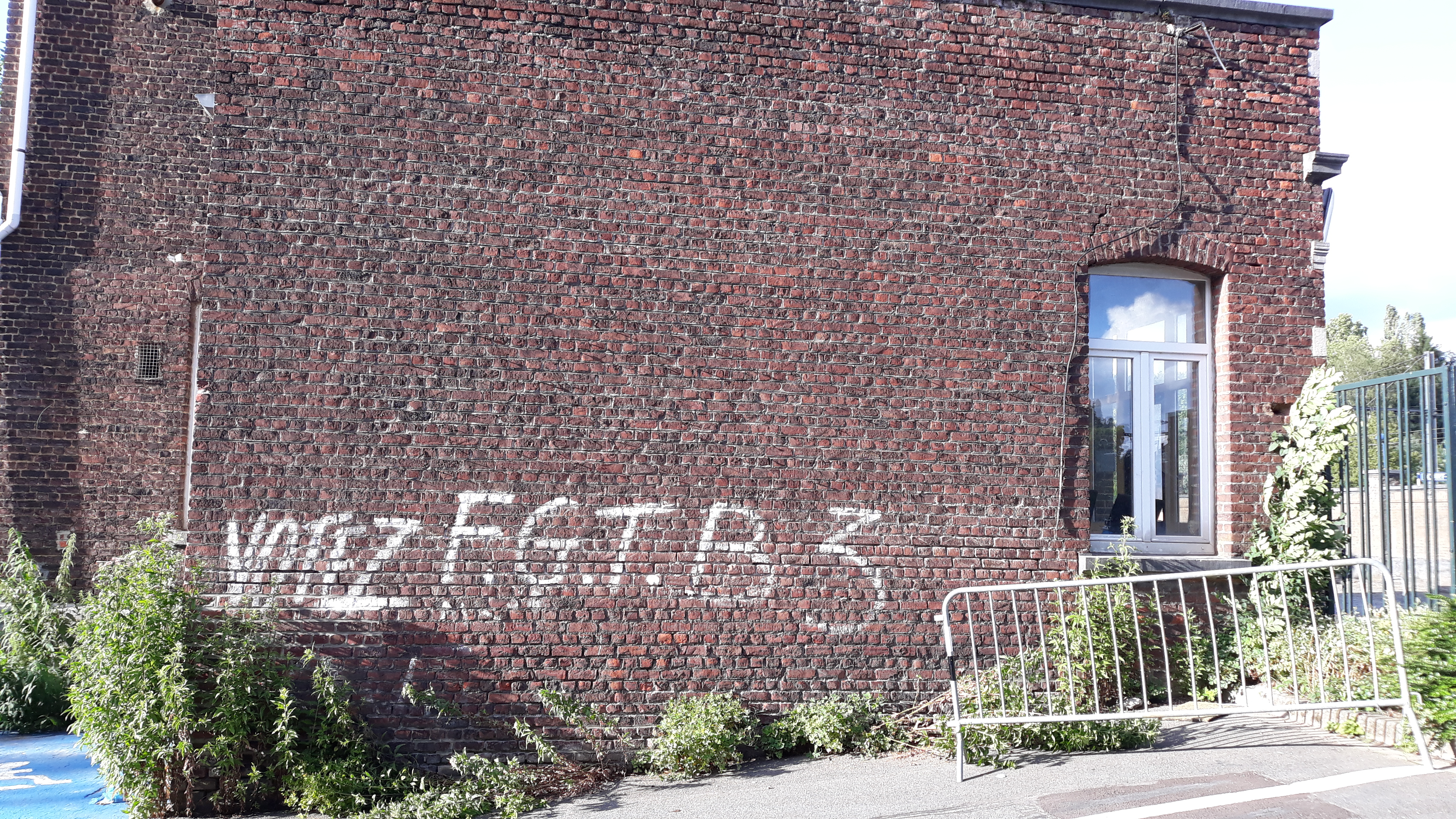
Graffiti à Court-Saint-Etienne lors des élections sociales aux Usines Émile Henricot.

La FGTB est composée de 6 centrales professionnelles (ou fédérations sectorielles) qui couvrent tous les secteurs d’activités :
- La Centrale Générale (CG) est la centrale ouvrière socialiste active dans la construction, l’industrie, les services et le non-marchand. Les principaux secteurs industriels sont la chimie, l’industrie du bois, du verre, les carrières de gravier et de sable ainsi que l’industrie du papier. Elle représente également les intérêts des travailleurs issus des services et du non-marchand. La centrale défend également les intérêts des intérimaires et des ouvrières occupées dans les titres-services. L'ancienne Centrale du Textile, Vêtement, Diamant qui réunissait les ouvriers des secteurs du textile, du vêtement, des blanchisseries, récupération des chiffons, préparation du lin, maîtres tailleurs, fabrication industrielle et artisanale de fourrures, tanneries de peaux, entreprises de distribution des vêtements et textile, de l’industrie diamantaire y est intégrée depuis 2014.
- Le Syndicat des Employés, Techniciens et Cadres (SETCA) regroupe tous les employés, techniciens et cadres du secteur privé, les enseignants et les employés administratifs de l‘enseignement libre, les travailleurs (ouvriers et employés) du livre, des arts graphiques et des médias.

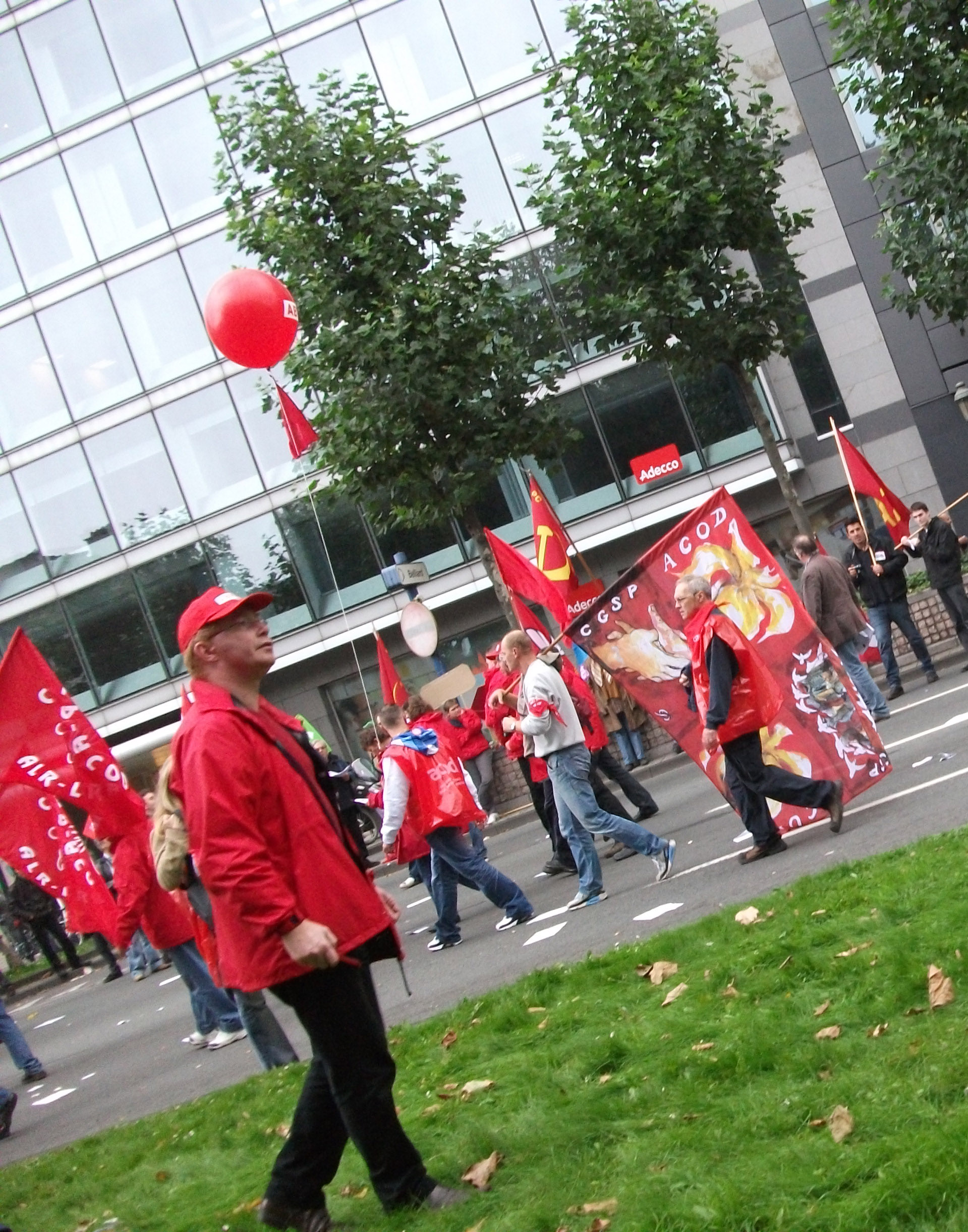
C.G.S.P, manifestation de Bruxelles, septembre 2010

- La Centrale Générale des Services Publics (CGSP) regroupe toutes les catégories du personnel des entreprises et services publics : chemins de fer, poste, télécommunications, l'aviation, administrations fédérales locales et régionales, parastataux, sociétés publiques de logements sociaux, trams, bus et métro, secteur du gaz et de l'électricité, l'enseignement officiel et subventionné et de la Culture C.G.S.P, manifestation de Bruxelles, septembre 2010(théâtres, opéras, radios et télévisions publiques, y compris communautaires, etc.).
- La Centrale du Métal (CMB) rassemble les ouvriers du métal, des fabrications métalliques, du secteur de l’électricité, des métaux non ferreux, des métaux précieux, de la sidérurgie, des garages, carrosserie, les marchands de métal et les monteurs, etc.).
- La Centrale de l’Alimentation - Horeca - Services (HORVAL) rassemble tous les ouvriers et ouvrières de l'industrie et du Commerce Alimentaire, les travailleurs de l'Horeca et des Services.
- L’Union Belge des Ouvriers du Transport (UBOT) regroupe tous les travailleurs du transport, dont les secteurs de la navigation intérieure, des ports, la pêche maritime, le transport routier, la marine marchande, etc.

## Présidents et secrétaires généraux fédéraux
Le président de la FGTB est actuellement Thierry Bodson, entré en fonction en 2020. Bert Engelaar est le secrétaire général depuis 2025.
- 1947-1952 : Paul Finet (secrétaire général)
- 1952-1968 : Louis Major (secrétaire général)
- 1968-1982 : Georges Debunne (secrétaire général)
- 1982-1989 : André Vanden Broucke
- 1989-1995 : François Janssens
- 1995-2002 : Michel Nollet
- 2002-2004 : Mia De Vits
- 2004-2006 : André Mordant (secrétaire général en 2002-2004 puis Président)
- 2006-2014 : Anne Demelenne (secrétaire générale)
- 2014-2017 : Marc Goblet (secrétaire général)
- 2017-2020 : Robert Vertenueil
- Depuis 2020 : Thierry Bodson  (Président Fédéral de la FGTB)
- Depuis 2021 : Selena Carbonero Fernandez (Secrétaire Fédérale de la FGTB) [5] .
- Depuis 2025 : Bert Engelaar (secrétaire général de la FGTB)

## Présidents et secrétaires généraux wallons
Le secrétaire général de la FGTB Wallonne est actuellement Jean-François Tamellini .